# Hoysala-Tempel

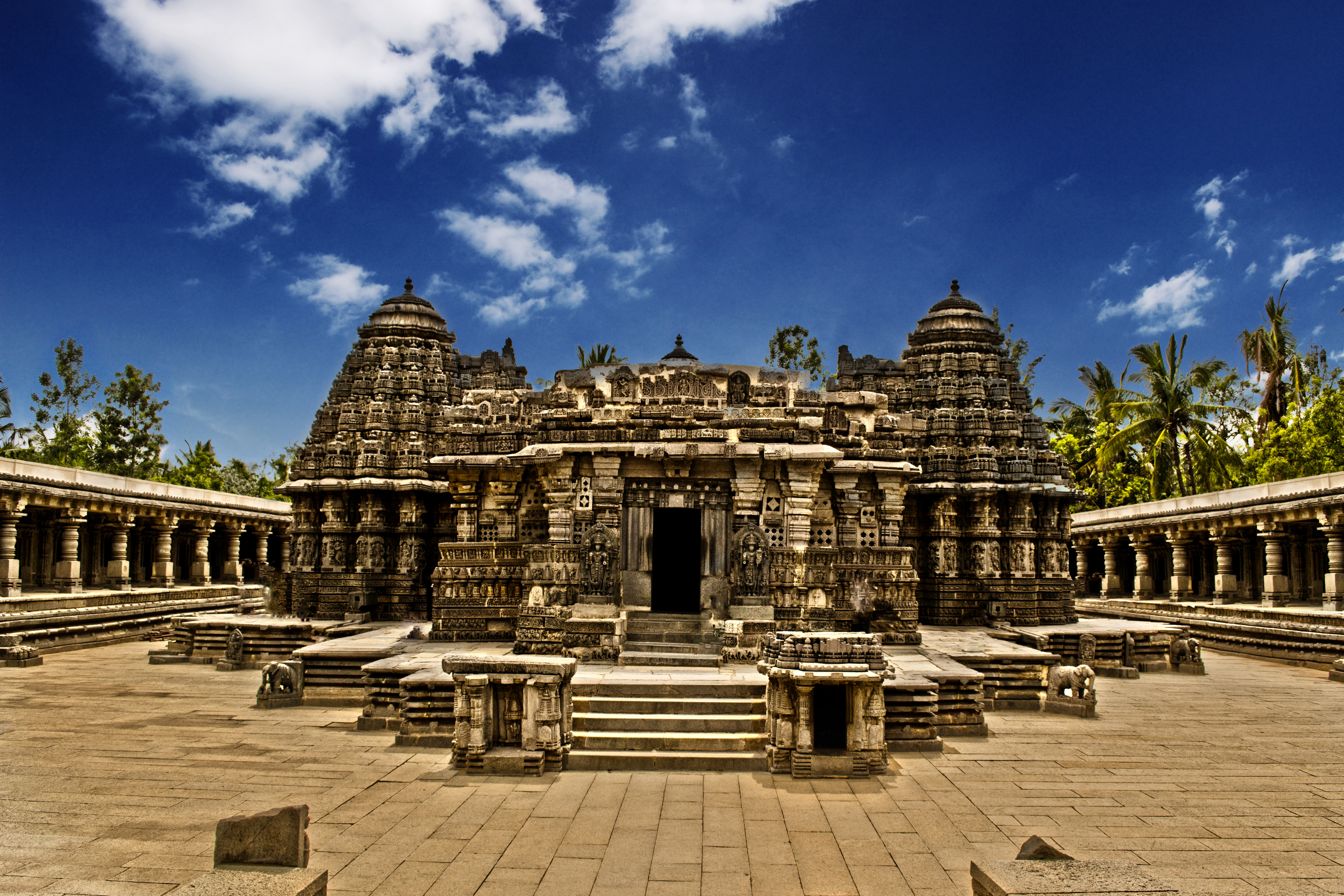
Chennakesava-Tempel in Somanathapura (um 1268)

Als Hoysala-Tempel bezeichnet man die hinduistischen und jainistischen Tempelbauten der Hoysala-Dynastie, die vom 12. bis 14. Jahrhundert über weite Teile Südindiens herrschte; alle Tempel befinden sich im heutigen indischen Bundesstaat Karnataka. In der indischen Architektur bilden die Hoysala-Kunst und ihr zeitlicher und stilistischer Vorgänger, die Architektur und Skulptur der späten Chalukyas, einen Höhepunkt mittelalterlichen künstlerischen Schaffens, in welchem sich Stilelemente des nordindischen Nagara-Stils mit solchen aus dem südindischen Dravida-Stil vermischen. Insgesamt gab es wahrscheinlich ca. 1500 Tempelbauten in annähernd 950 Stätten, von denen jedoch nur gut 100 die Zeit überstanden haben. Die Hoysala-Tempel wurden im Jahr 2023 von der UNESCO in das Weltkulturerbe aufgenommen.

## Geschichte

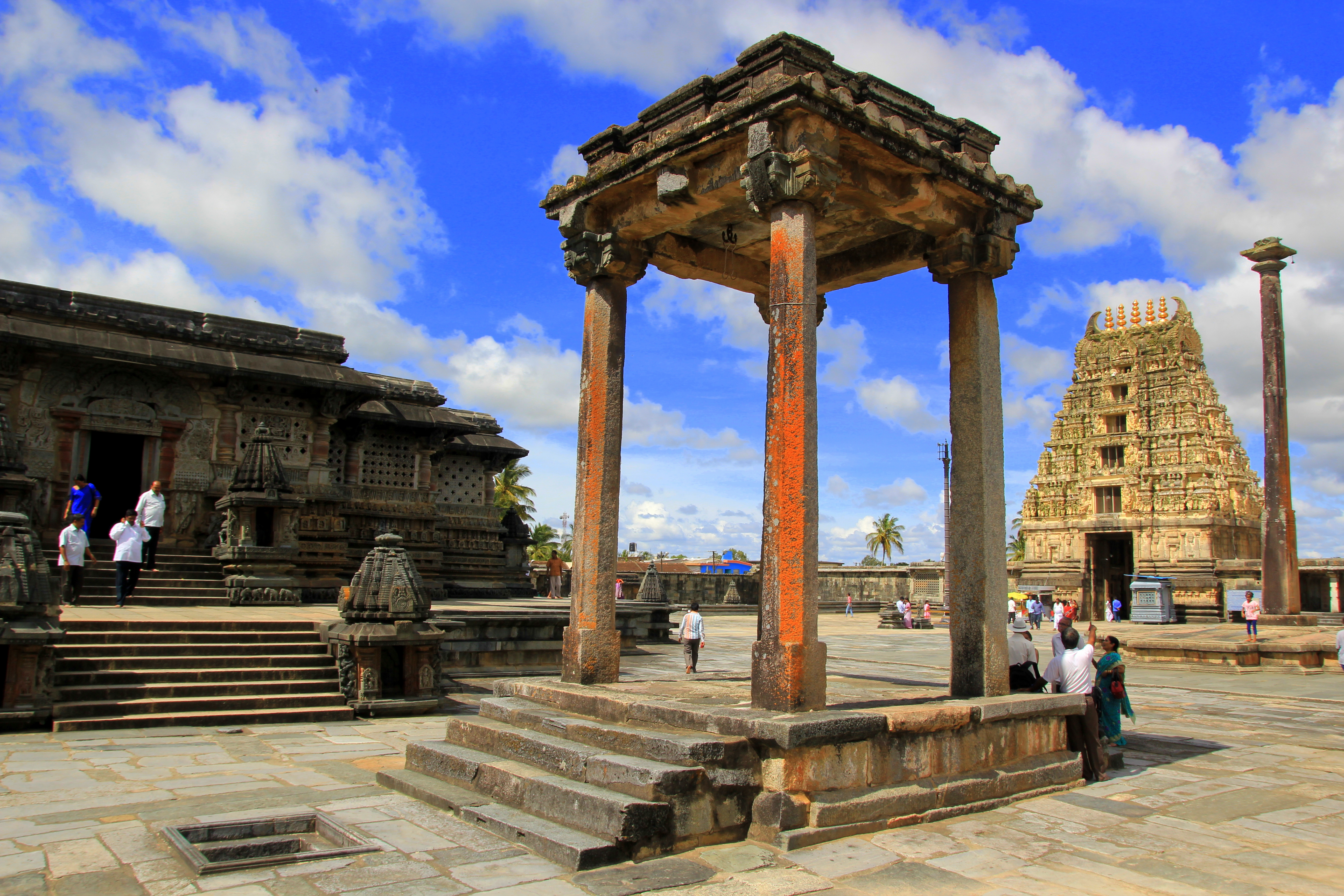
Tempelkomplex von Belur. Der Hauptschrein (links) stammt aus der Hoysala-Zeit des 12. Jh., der Torturm (gopuram) aus der Vijayanagar-Zeit des 14. Jh.

Die Hoysala waren im frühen 12. Jahrhundert Vasallen der Chalukya-Dynastie, doch bereits im Jahr 1117 stiftete ihr Anführer Vishnuvardhana (reg. ca. 1108–1142) nach einem Erfolg gegen die über weite Teile Südindiens herrschenden Chola den Chennakeshava-Tempel in Belur, ihrer damaligen Hauptstadt. Um das Jahr 1122 attackierte er sogar – jedoch letztlich erfolglos – den Chalukya-König Vikramaditya VI. (reg. 1076–1127). Nach dessen Tod zerfiel jedoch das Chalukya-Reich und die Hoysala konnten unter Vishnuvardhanas Enkel Vira Ballala II. (reg. ca. 1173–1220) mit Siegen über die Chalukya unter König Someshwara IV. und den Yadava-König Sevuna Bhillama V. um das Jahr 1190 die Nachfolge übernehmen. Zur weiteren Absicherung ihres Machtanspruchs diente eine Heirats-Allianz mit den Chola. Vira Ballala II. baute auch am Tempel seines Großvaters in Belur weiter.
Nachbarn der Hoysala waren die Yadava-Könige von Devagiri und die Pandya-Könige von Madurai im Süden. Letztere traten im frühen 13. Jahrhundert die Nachfolge der Chola an und stellten unter Jatavarman Sundara (reg. 1251–1268) schließlich eine ernsthafte Gefahr für die Hoysala dar. Der Hoysala-König Someshvara II. (reg. 1234–1263) fiel in einer Schlacht gegen Jatavarman Sundara und die Nachfolgefrage verursachte eine etwa dreißig Jahre andauernde Reichsteilung, von der sich das Hoysala-Imperium letztlich nicht mehr erholte – im 14. Jahrhundert verloren die Herrscher mehrere Schlachten gegen islamische Heere aus dem Norden; König Vira Ballala III. erlitt 1342 (oder 1343) in der Schlacht von Trichinopoly gegen das Sultanat von Madurai unter Ghiyas-ud-din eine schwere Niederlage; er selbst wurde gefangen genommen und hingerichtet. Allmählich ging das Hoysala-Reich im Imperium der neuen Großmacht von Vijayanagar auf.

## Architektur

### Tempel

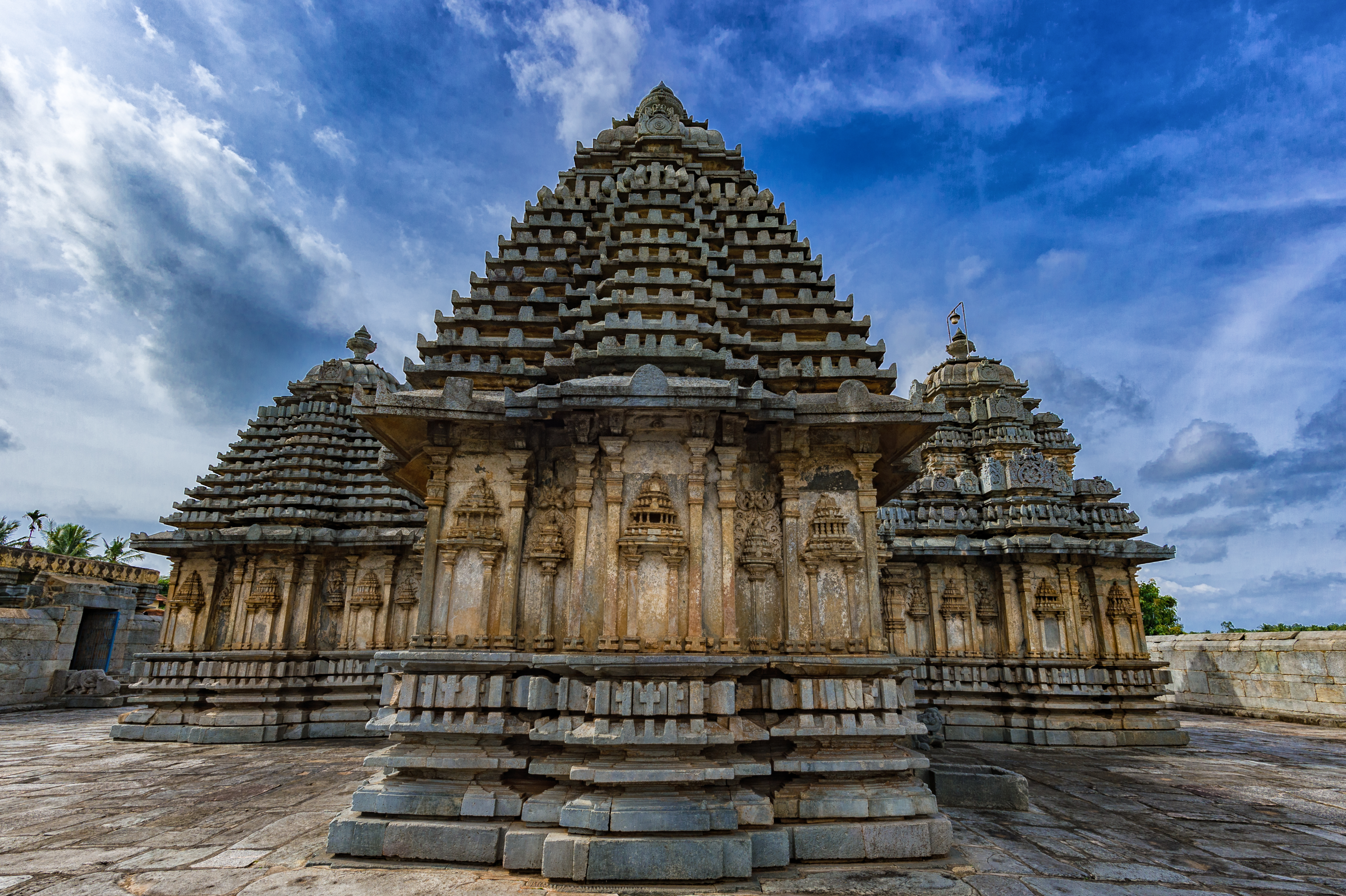
Lakshmi-Devi-Tempel in Doddagaddavalli (um 1115)

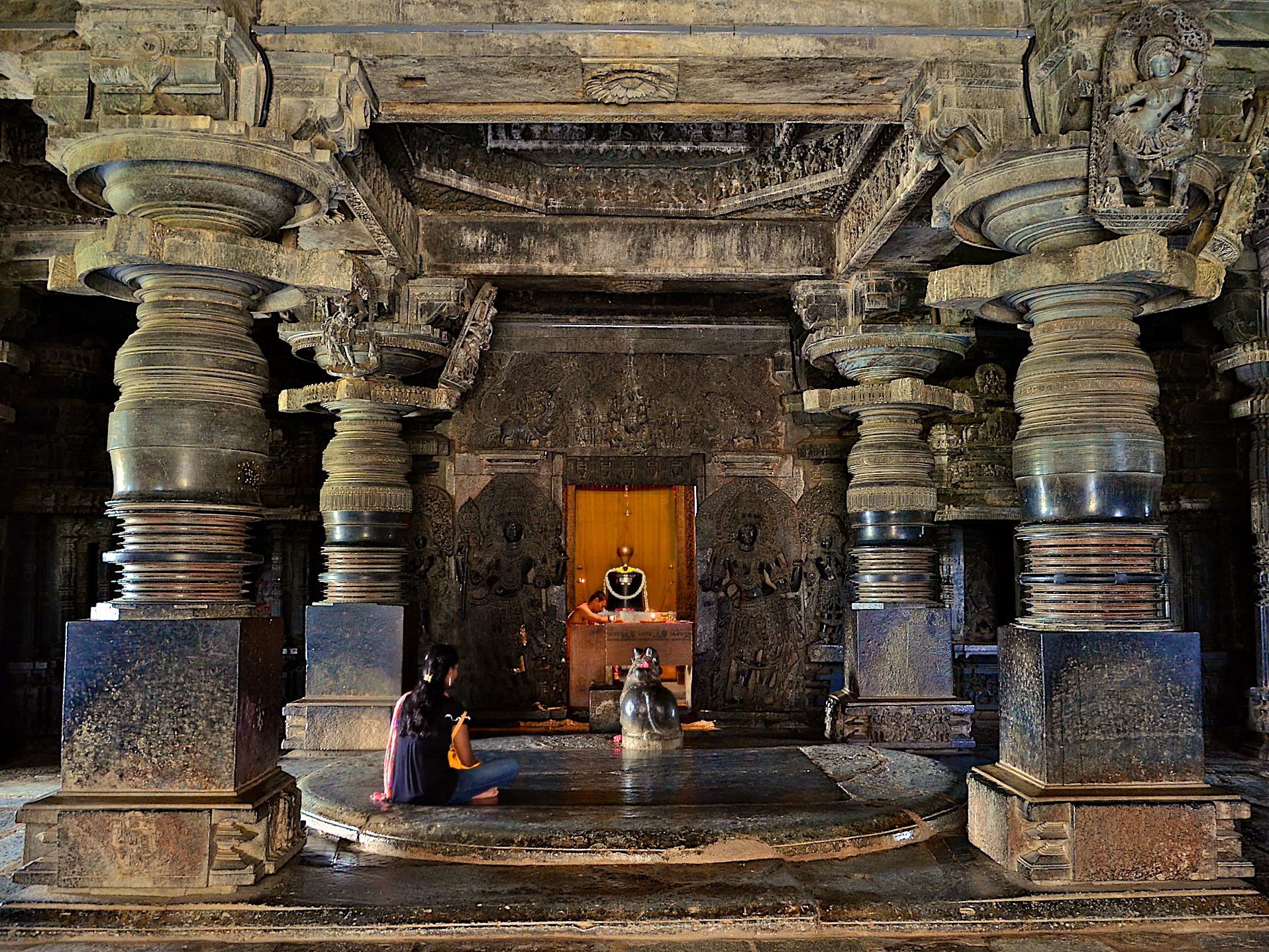
Hoysalesvara-Tempel, Halebid

Typisch für die Frühzeit sind von einer Mauer umgebene, meist aus Speckstein gefertigte turmlose Tempelbauten mit nur einer Cella (garbhagriha) und in einer Reihe stehenden Vorbauten; später kamen horizontal gestufte Turmaufbauten (vimanas) über den manchmal drei Cellae (trikuta) umfassenden Tempelkomplexen hinzu. In Einzelfällen wurde die Horizontalabstufung auch durch aus dem Norden Indiens übernommene kleine Begleittürme (urushringas) überlagert, die jedoch in einer für Südindien typischen ‚Schirmkuppel‘ zusammenlaufen, die ihrerseits wiederum von einem aufsitzenden Krug (kalasha) überhöht wird. Während die frühen Bauten zumeist ebenerdig stehen, erheben sich die späteren Bauten auf einer ca. 1 m hohen Umgangsplattform (jagati), deren Grundriss oft dem stark gegliederten Tempelbau folgt. Der Eingang befindet sich zumeist im nach Osten orientierten Teil des Bauwerks, wohingegen die Cellae sich meist im Westen der Anlage befinden; die von gedrechselten oder beschnitzten Specksteinsäulen gestützte Vorhalle (mandapa) ist – vor allem bei den kleeblattförmigen Bauten – harmonisch in den Tempel integriert und somit von außen kaum als gesonderter Bauteil erkennbar.

### Details
Während die in hohem Maße geradlinig verlaufenden Außenwände der frühen Tempel oft die für die späte Chalukya- und die Hoysala-Architektur typischen gedrechselten Säulen zeigen, zwischen denen steinerne Fenstergitter (jalis) gespannt sind, sind die späteren Tempelbauten sehr viel stärker gegliedert und mit skulpturalen Elementen (Figuren, Ornamente) geschmückt. Als Steinmaterial wurde meist eine Art Speckstein verwendet, der relativ leicht zu bearbeiten war. Im Innern der Tempel dominieren die auf kubischen Sockeln stehenden gedrechselten und/oder reichbeschnitzten Säulen, über denen steinerne Architravbalken quadratische Felder bilden, die ihrerseits in vielen Fällen mit reich ornamentierten Kragkuppeln versehen sind.

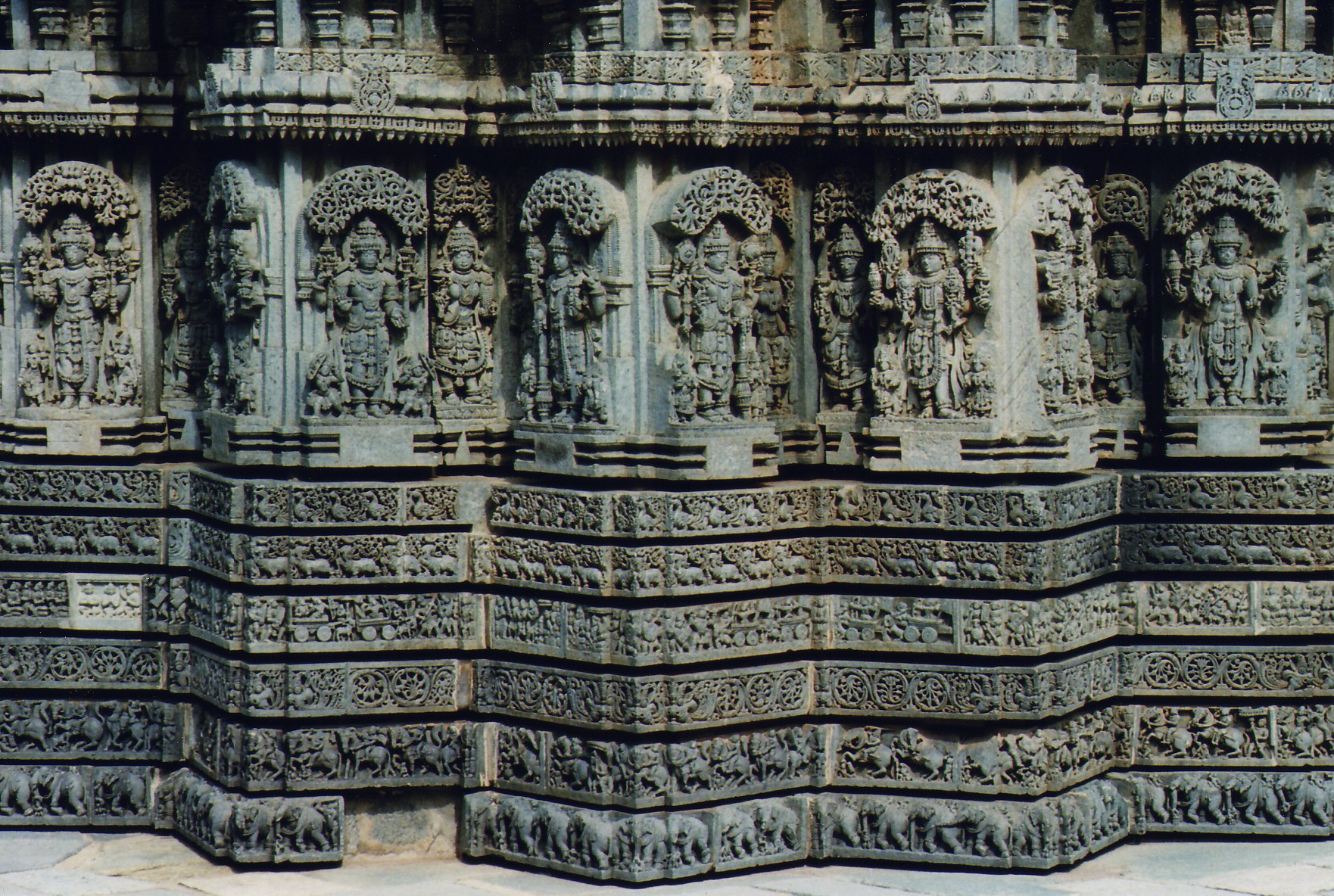
Wandgliederung am Chennakesava-Tempel, Somanathapura
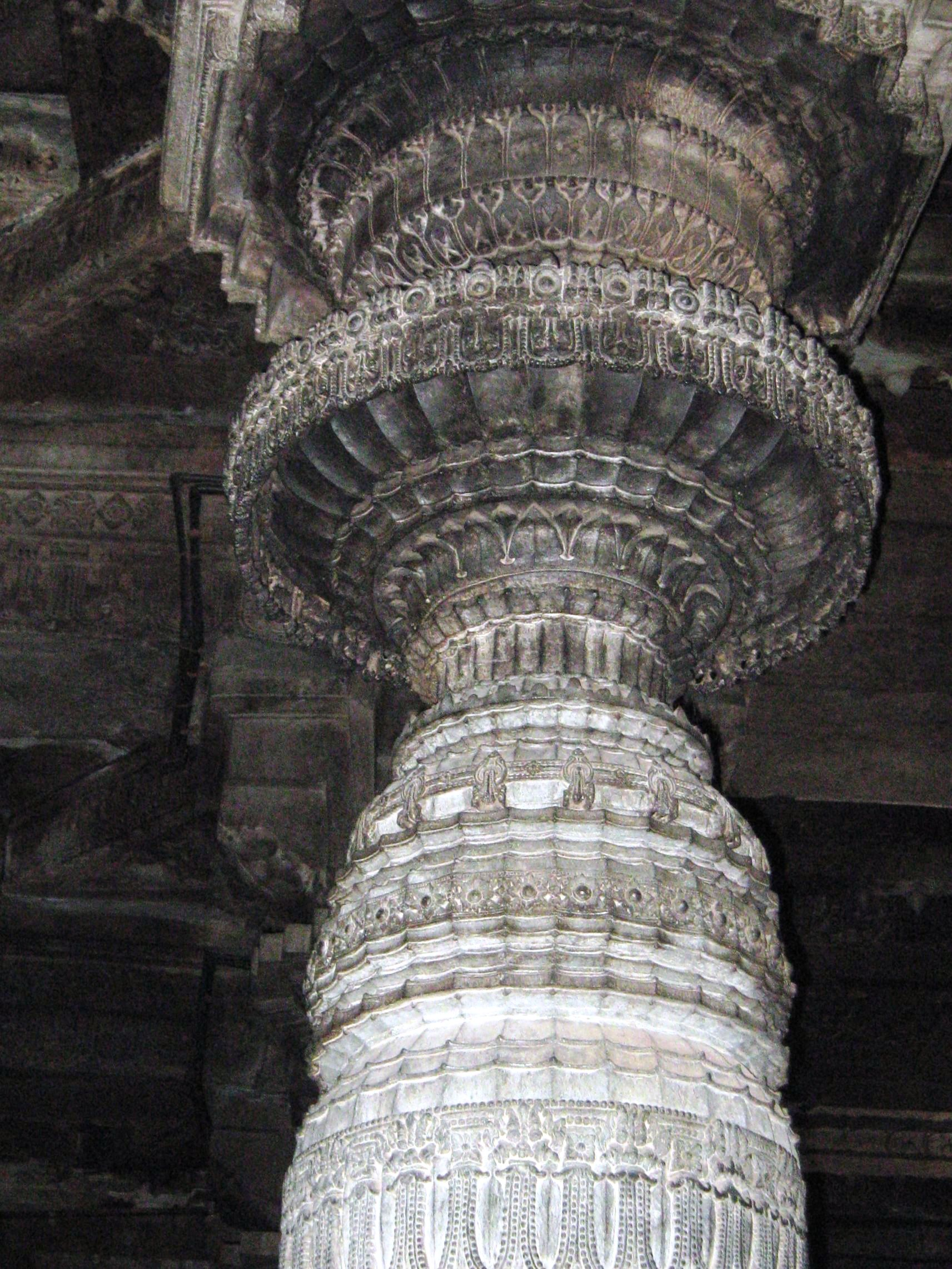
Säule im Chennakesava-Tempel, Belur
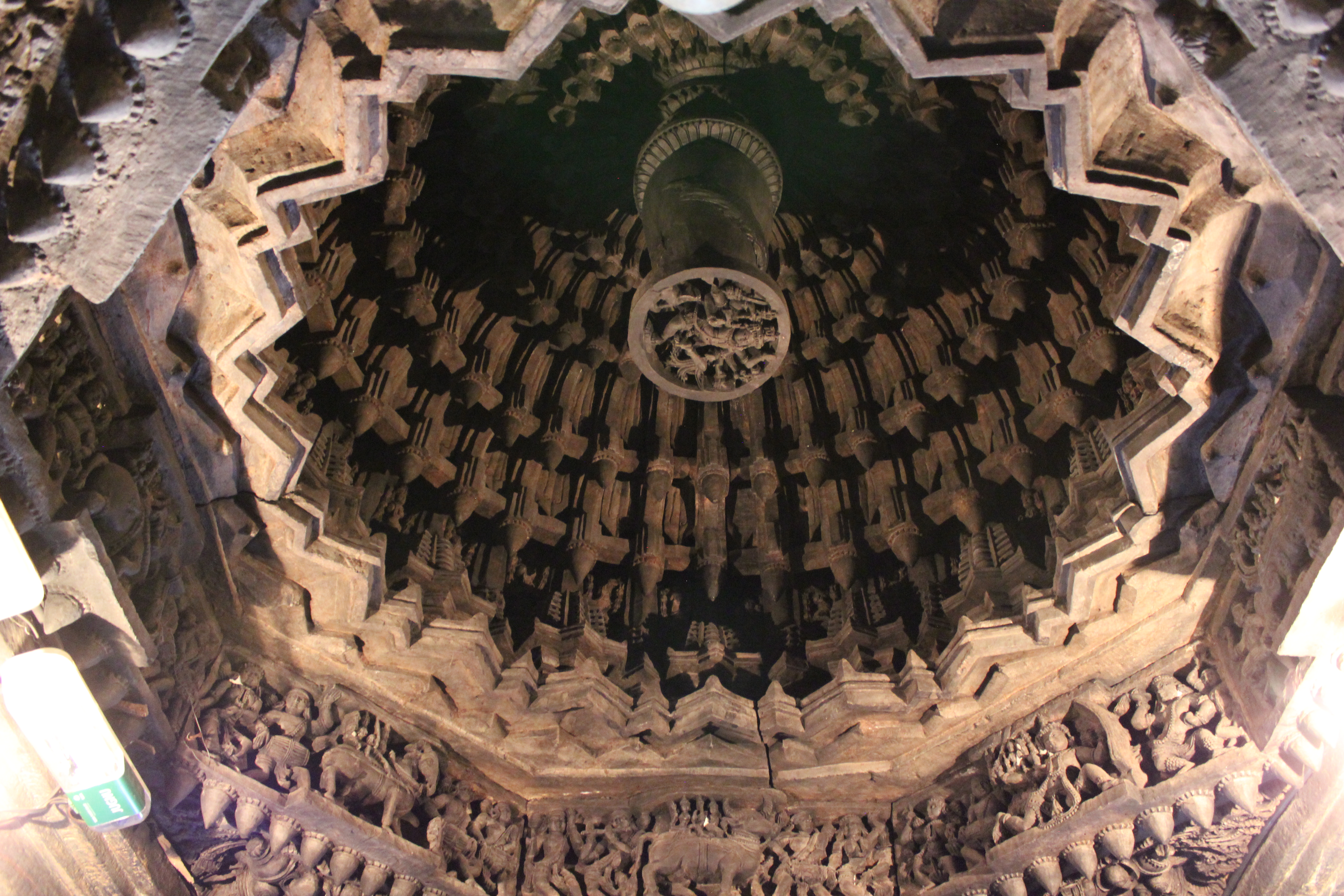
Kragkuppel im Amrutesvara-Tempel, Amruthapura
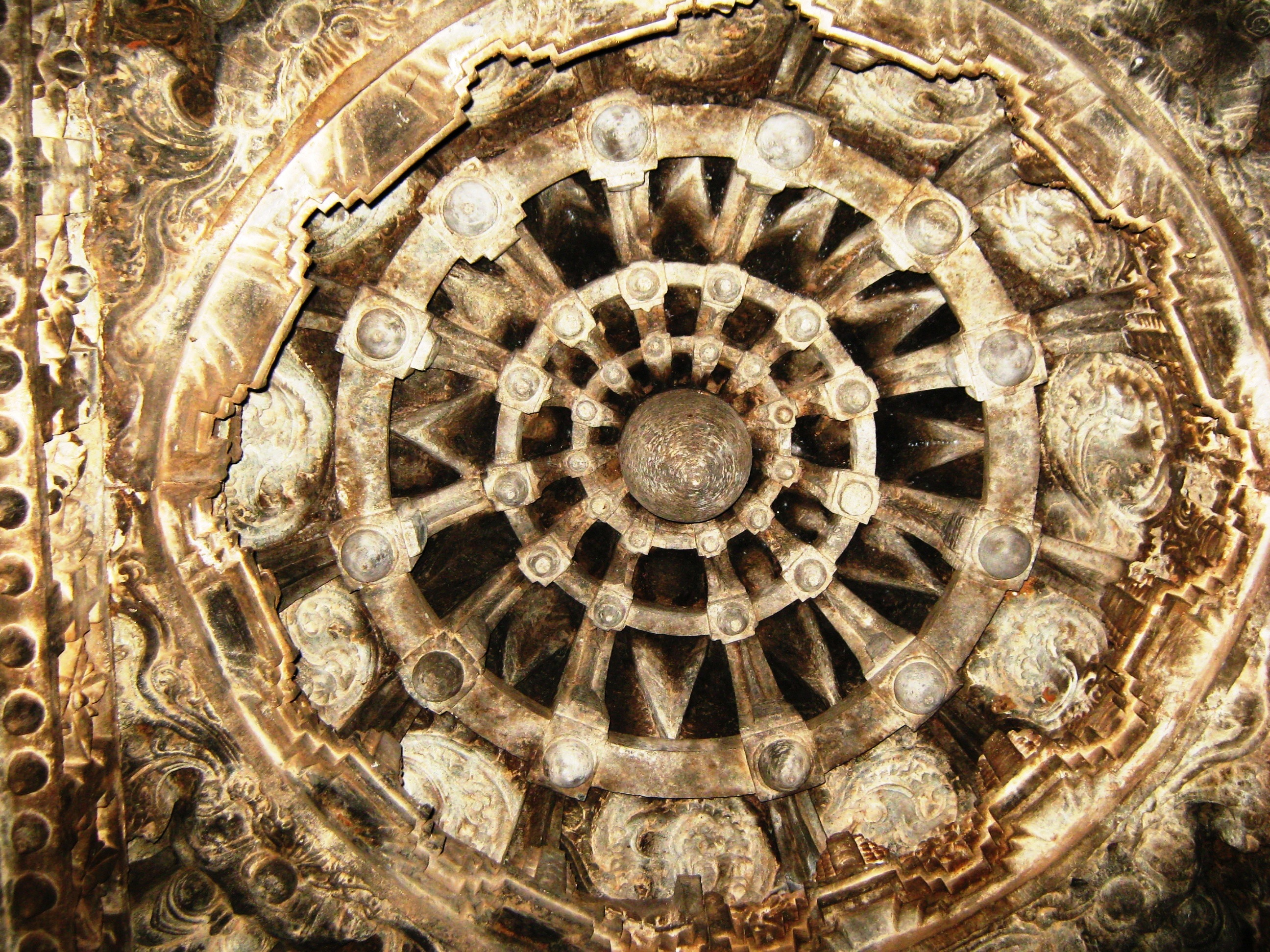
Kragkuppel im Chennakesava-Tempel, Belur

## Skulptur
Auch die Skulptur der Hoysala gehört zum Feinsten, was mittelalterliche indische Bildhauer zu leisten in der Lage waren. Die beinahe vollplastischen Figuren von Göttern und Halbgöttern sind äußerst detailreich gestaltet und wirken elegant und lebendig. Zum Skulpturenprogramm eines Tempelbezirks gehören manchmal auch Siegessäulen und figürliche Stelen.

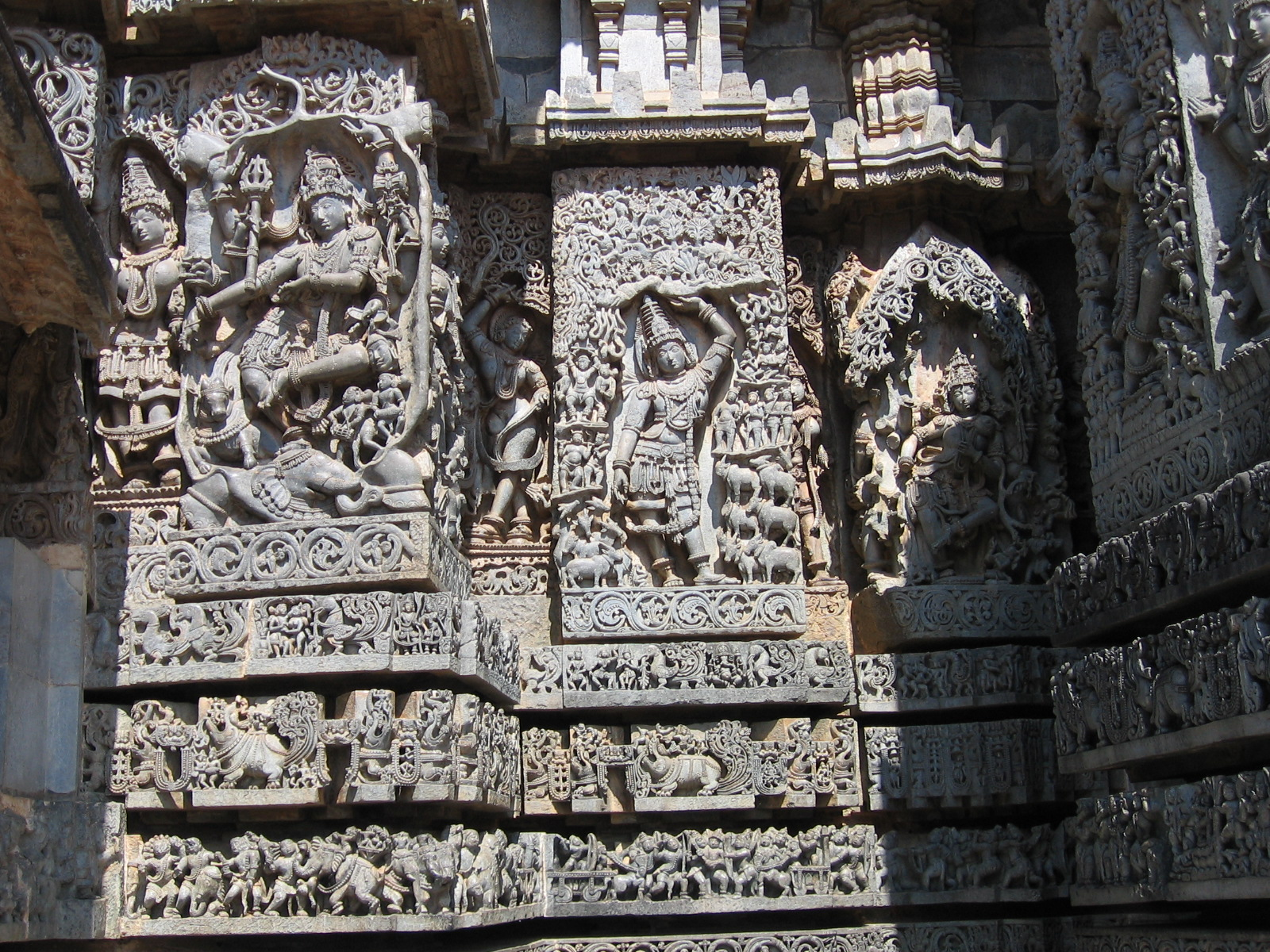
Wandfiguren in Halebid
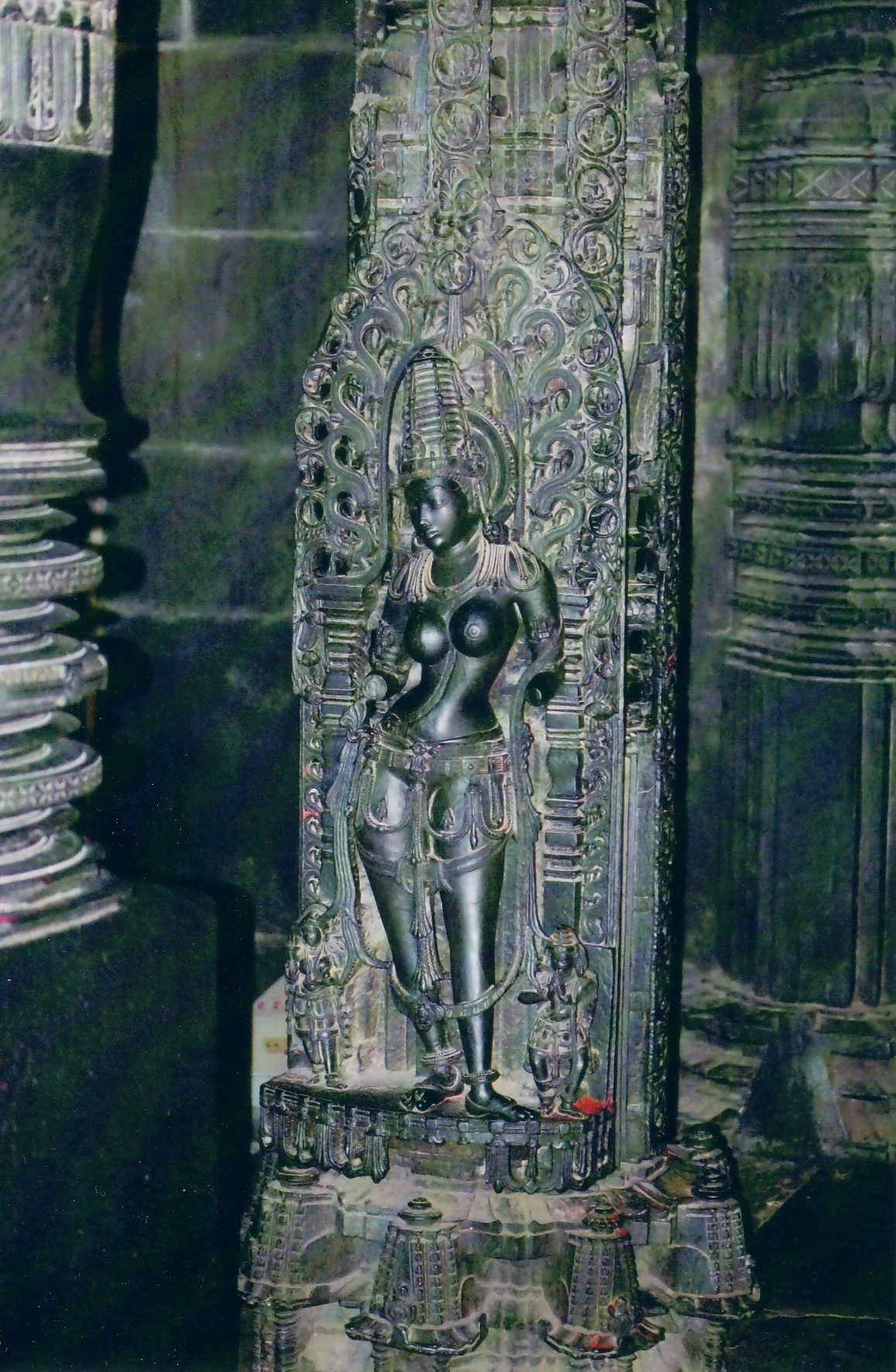
Mohini-Figur in Belur
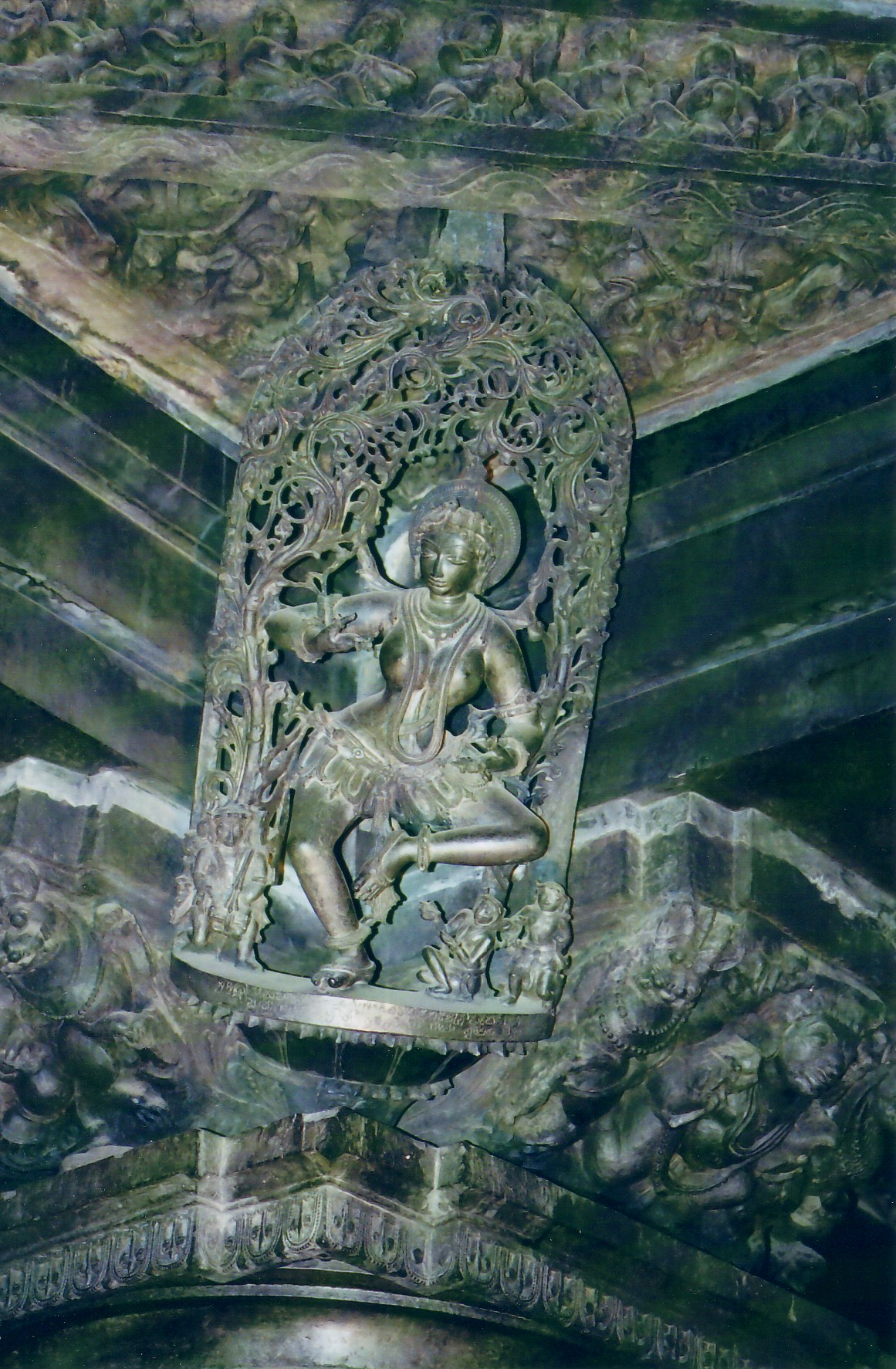
Waldnymphe (salabhanjika) in Belur
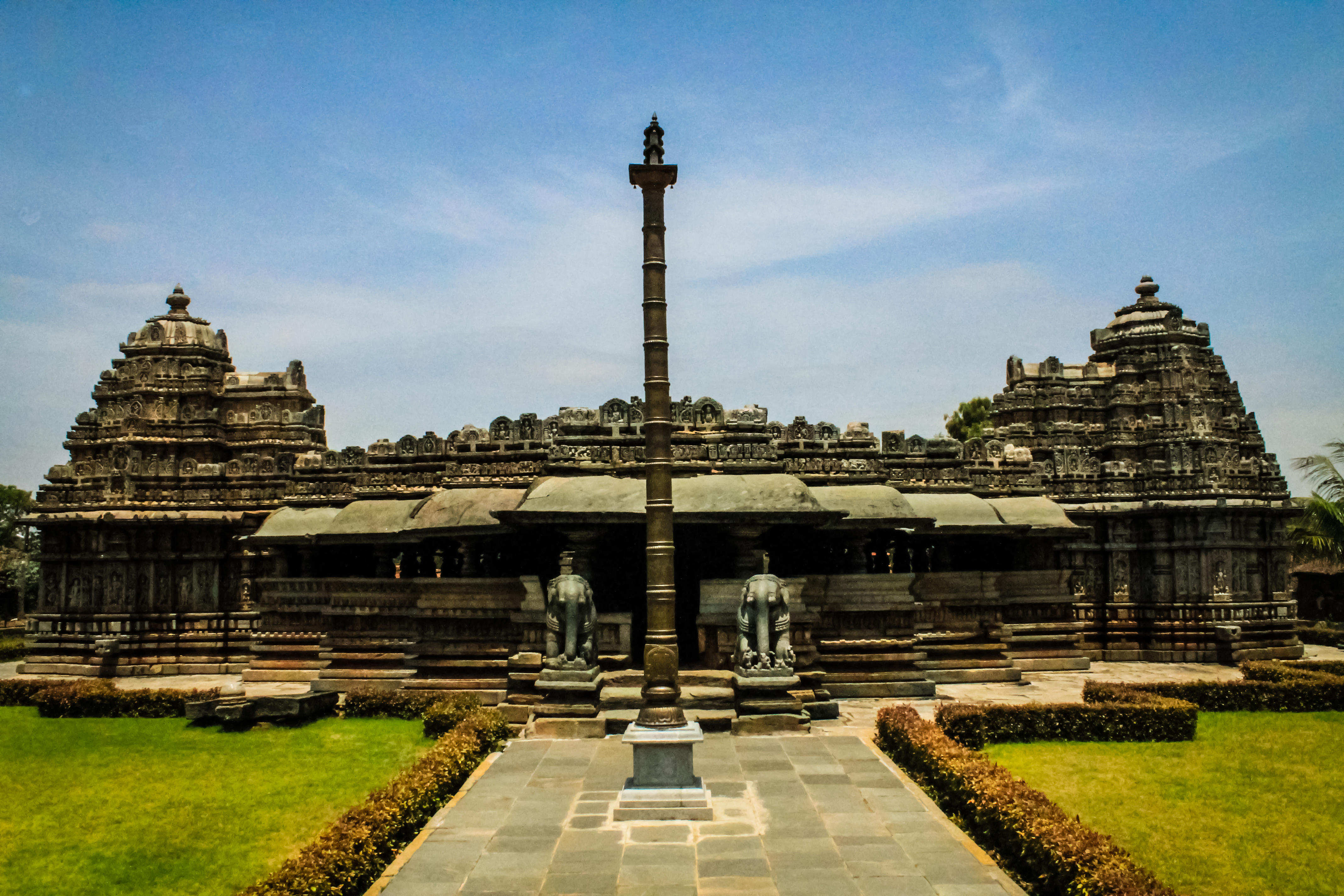
Siegessäule beim Veera-Narayana-Tempel in Belavadi
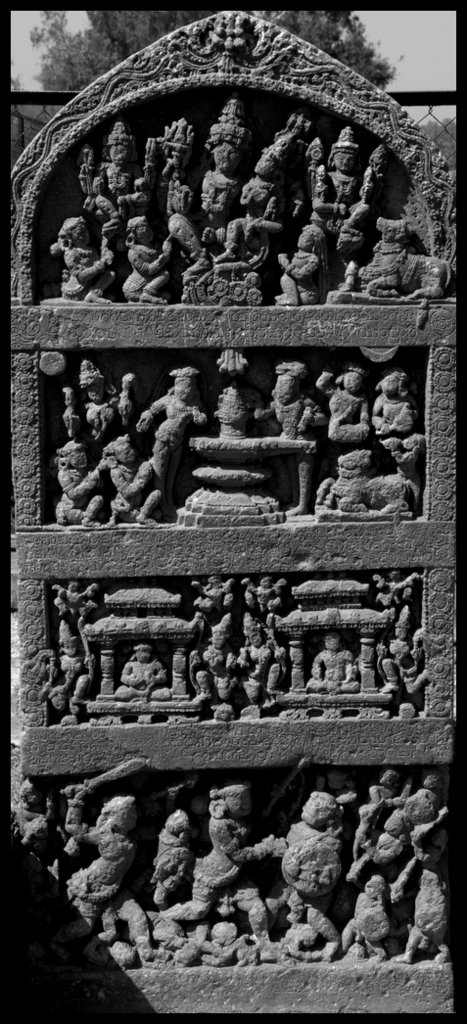
Heldenstele in Korvangla
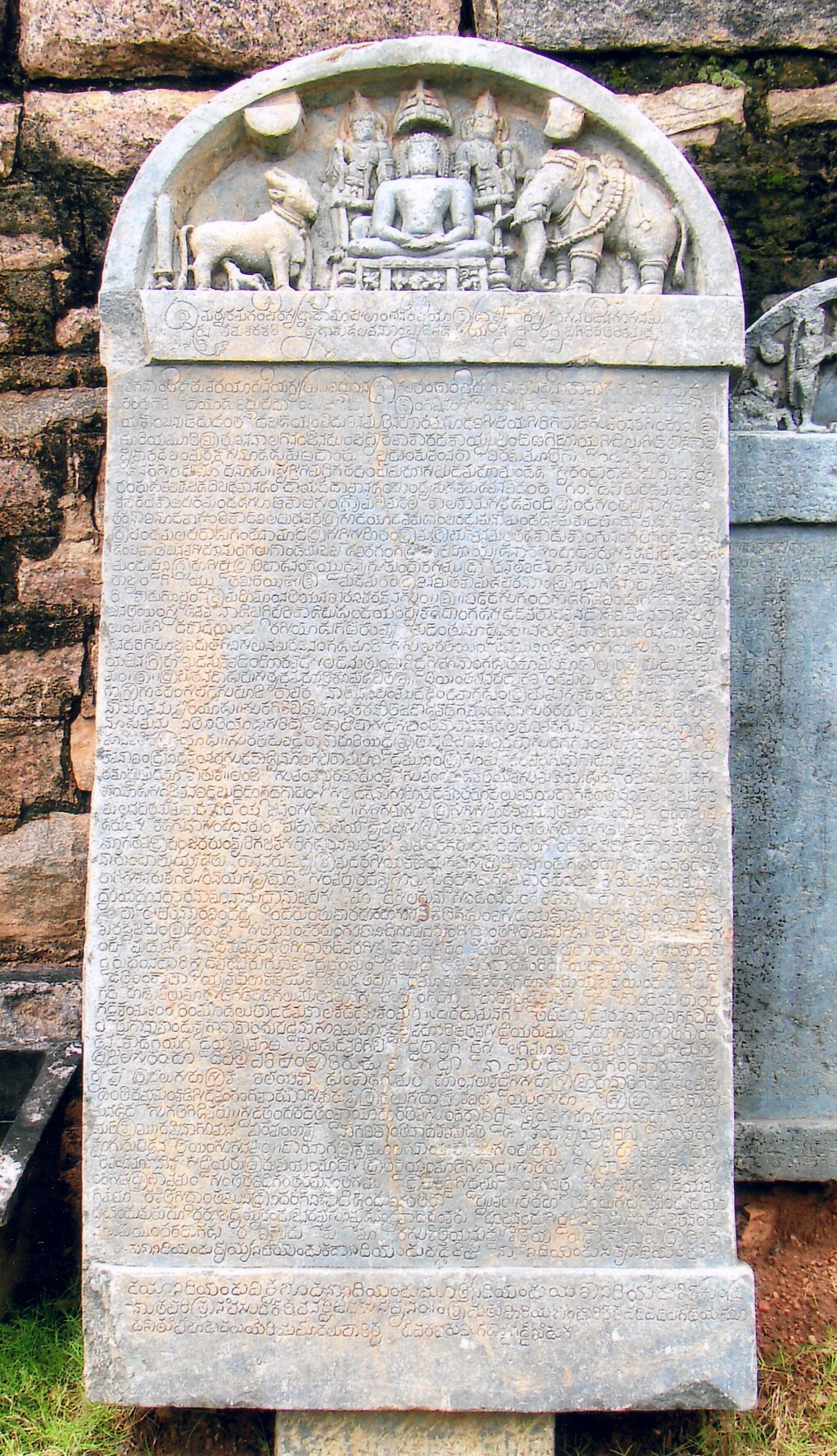
Inschriftstele mit Jaina-Tirthankara in Arsikere

## Liste bedeutender Tempel

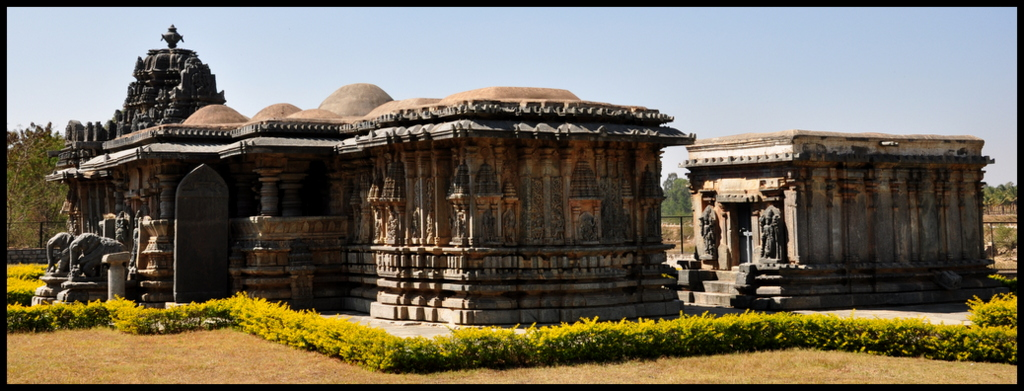
Bucesvara-Tempel, Korvangla

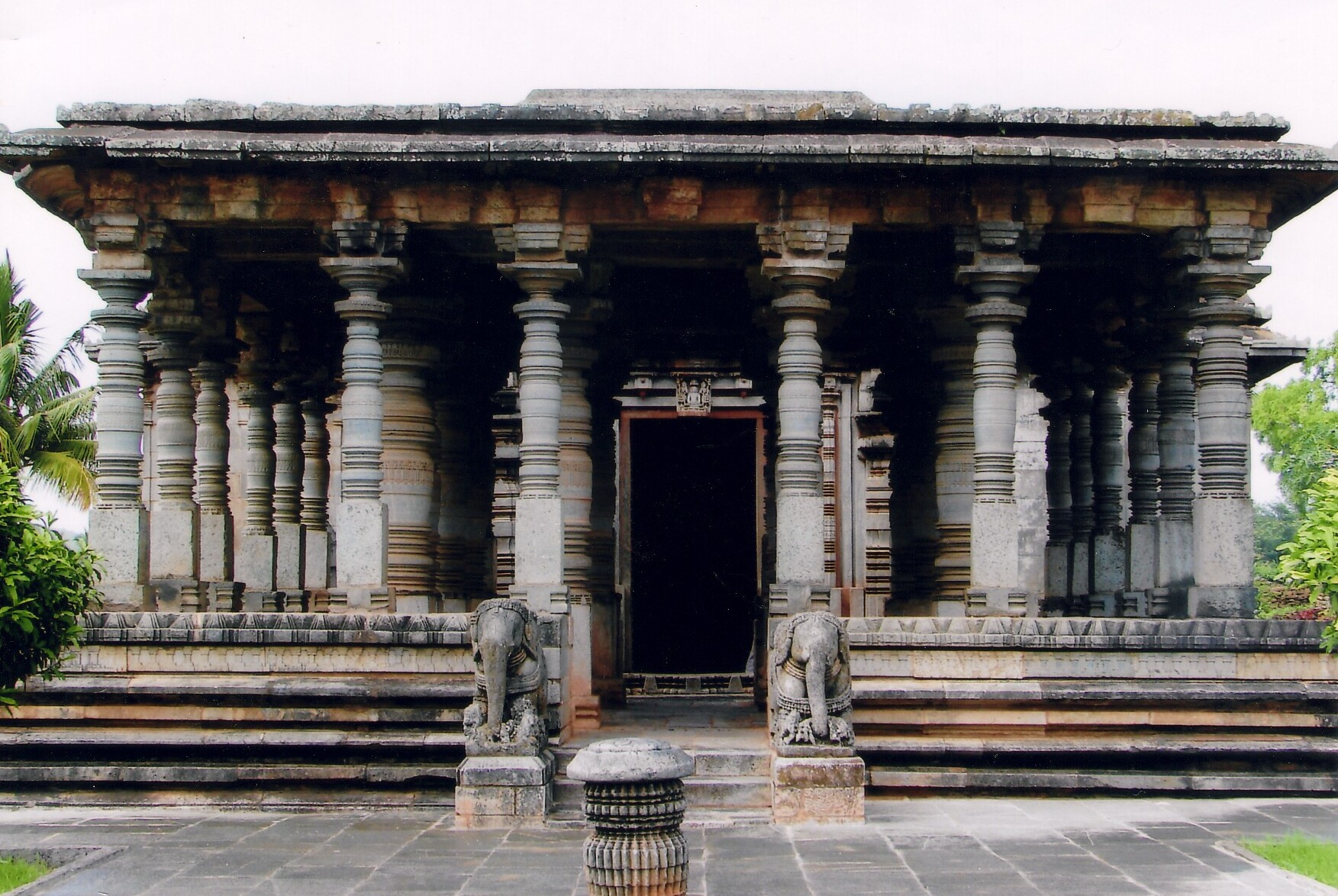
Jain-Tempel in Halebid

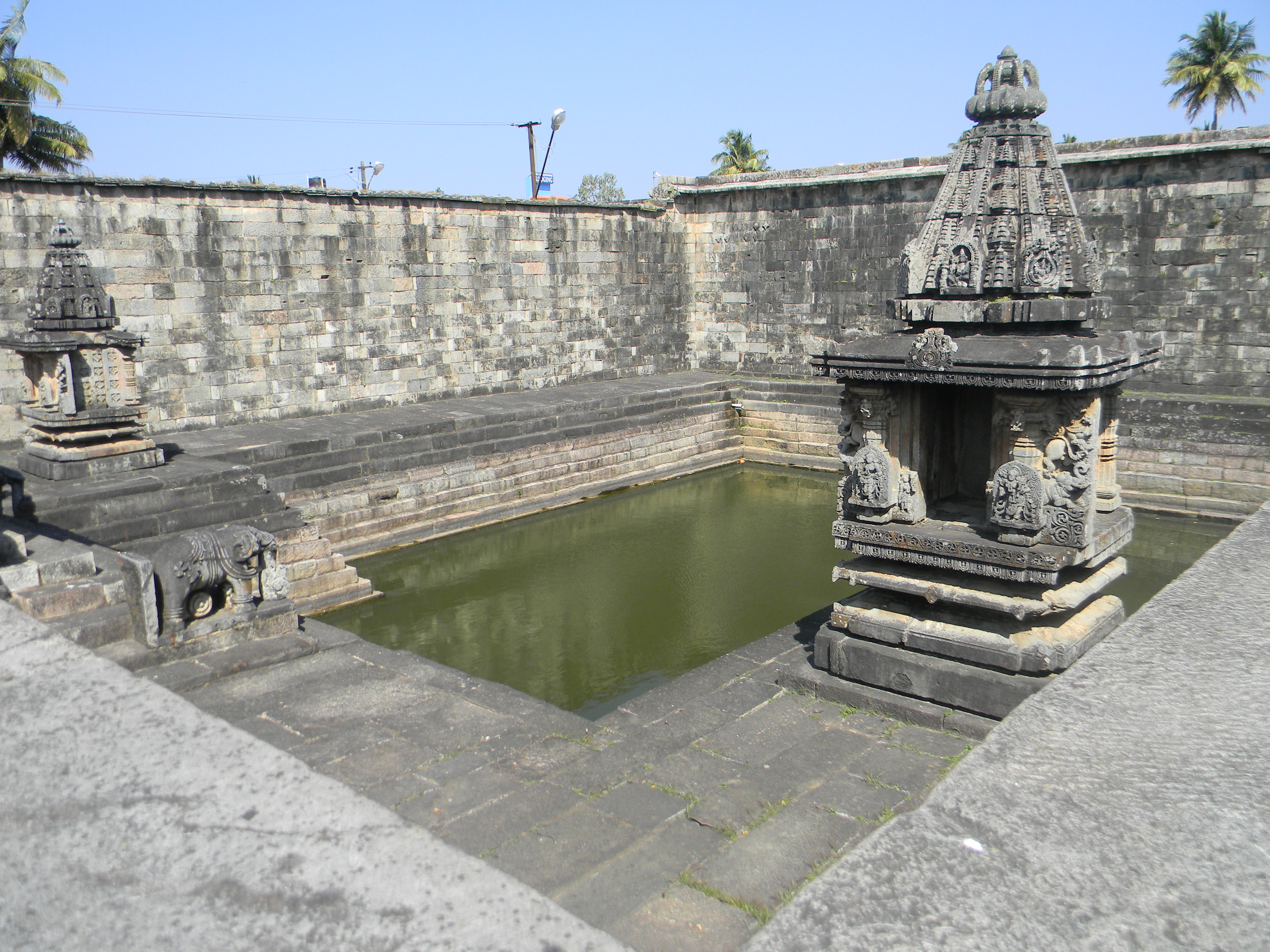
Tempelteich (kalyani) in Belur

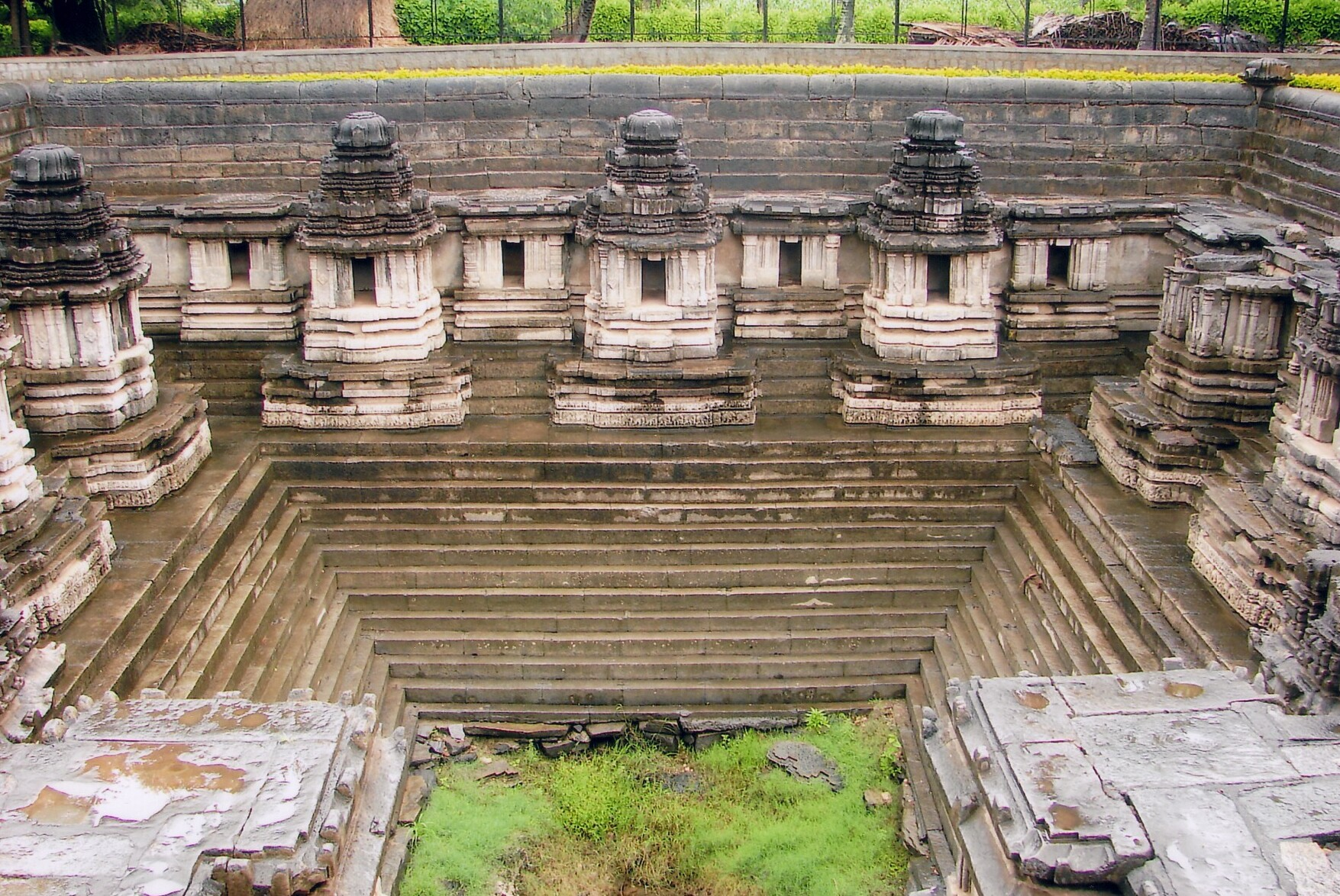
Tempelteich (kalyani) in Hulikere

| Name                            | Ort              | Bauzeit/ca. | König              | Gottheit                 |
| ------------------------------- | ---------------- | ----------- | ------------------ | ------------------------ |
| Kaitabheshvara-Tempel           | Kubaturu         | 1100        | Vinayaditya(?)     | Shiva                    |
| Lakshmi-Devi-Tempel             | Doddagaddavalli  | 1113        | Vishnuvardhana     | Lakshmi                  |
| Chennakesava-Tempel             | Belur            | 1117        | Vishnuvardhana     | Vishnu                   |
| Hoysaleswara-Tempel             | Halebidu         | 1120        | Vishnuvardhana     | Shiva                    |
| Basadi-Tempelkomplex            | Halebidu         | 1133        | Vishnuvardhana     | Parshvanata              |
| Rameshvara-Tempel               | Kudli            | 12. Jh.     | Vishnuvardhana     | Shiva                    |
| Brahmeshvara-Tempel             | Kikkeri          | 1171        | Narasimha I.       | Shiva                    |
| Bucesvara-Tempel                | Korvangla        | 1173        | Vira Ballala II.   | Shiva                    |
| Akkana-Basadi-Tempel            | Shravanabelagola | 1181        | Vira Ballala II.   | Parshvanata              |
| Amrutesvara-Tempel              | Amruthapura      | 1196        | Vira Ballala II.   | Shiva                    |
| Shantinatha-Basadi-Tempel       | Jinanathapura    | 1200        | Vira Ballala II.   | Shantinatha              |
| Nageshvara-Chennakeshava-Tempel | Mosale           | 1200        | Vira Ballala II.   | Shiva, Vishnu            |
| Veera-Narayana-Tempel           | Belavadi         | 1200        | Vira Ballala II.   | Vishnu                   |
| Kedareshwara-Tempel             | Halebidu         | 1200        | Vira Ballala II.   | Shiva                    |
| Ishvara-Tempel                  | Arsikere         | 1220        | Vira Ballala II.   | Shiva                    |
| Harihareshwara-Tempel           | Harihar          | 1224        | Vira Narasimha II. | Harihara (Shiva, Vishnu) |
| Mallikarjuna-Tempel             | Basaralu         | 1234        | Vira Narasimha II. | Shiva                    |
| Someshvara-Tempel               | Haranhalli       | 1235        | Vira Someshwara    | Shiva                    |
| Lakshminarasimha-Tempel         | Haranhalli       | 1235        | Vira Someshwara    | Vishnu                   |
| Panchalingeshwara-Tempel        | Govindanahalli   | 1238        | Vira Someshwara    | Shiva                    |
| Lakshmi-Narasimha-Tempel        | Nuggehalli       | 1246        | Vira Someshwara    | Vishnu                   |
| Sadasiva-Tempel                 | Nuggehalli       | 1249        | Vira Someshwara    | Shiva                    |
| Lakshminarayana-Tempel          | Hosaholalu       | 1250        | Vira Someshwara    | Vishnu                   |
| Lakshminarasimha-Tempel         | Javagal          | 1250        | Vira Someshwara    | Vishnu                   |
| Chennakeshava-Tempel            | Aralaguppe       | 1250        | Vira Someshwara    | Vishnu                   |
| Chennakesava-Tempel             | Somanathapura    | 1268        | Narasimha III.     | Vishnu                   |